# Belgia na Zimowych Igrzyskach Olimpijskich 1932
Belgię na Zimowych Igrzyskach Olimpijskich 1932 reprezentowało 5 zawodników.

## Skład kadry

### Bobsleje
Mężczyźni
| Zawodnik                      | Konkurencja | Czas przejazdu | Czas przejazdu | Czas przejazdu | Czas przejazdu | Suma    | Pozycja | Źródło |
| Zawodnik                      | Konkurencja | 1              | 2              | 3              | 4              | Suma    | Pozycja | Źródło |
| ----------------------------- | ----------- | -------------- | -------------- | -------------- | -------------- | ------- | ------- | ------ |
| Max Houben Louis Van Hege     | Dwójki      | 2:17,68        | 2:14,90        | 2:10,90        | 2:09,62        | 8:53,10 | 9.      | [ 1 ]  |
| Christian Hansez Jacques Maus | Dwójki      | 2:17,01        | 2:16,74        | 2:13,59        | 2:13,81        | 9:01,15 | 10.     | [ 1 ]  |

### Łyżwiarstwo figurowe
Kobiety
| Zawodniczka     | Konkurencja | Pozycje przyznane przez sędziów   | Pozycja | Źródło |
| --------------- | ----------- | --------------------------------- | ------- | ------ |
| Yvonne de Ligne | Solistki    | 5 sędziów - 6. lub wyższa pozycja | 6.      | [ 2 ]  |